# Dailymotion
Dailymotion – serwis internetowy umożliwiający prezentację filmów, wideoklipów lub własnych mini produkcji w internecie, reklamujący się hasłem Regarder, publier, partager (pol. „Oglądać, publikować, dzielić się”), założony w Paryżu we Francji, jako odpowiedź na serwis YouTube. Domena dailymotion.com została zarejestrowana miesiąc po YouTube. Dailymotion jest dostępny w 18 różnych językach i 35 zlokalizowanych wersjach.

## Historia
Serwis został założony w marcu 2005 roku przez Benjamina Bejbauma i Oliviera Poitrey. Na początku firma korzystała z finansowego wsparcia inwestorów indywidualnych. We wrześniu 2006 roku z pomocą dwóch funduszy inwestycyjnych Atlas Venture oraz Partech International firmie udało się zgromadzić 7 milionów euro, które uznano za największe zyski we francuskim segmencie Internetu w 2006 roku.
W styczniu 2008 roku Dailymotion otworzyło swoje pierwsze biuro w Londynie, w kwietniu 2009 roku w Nowym Jorku, a w lipcu 2011 roku w San Francisco. W październiku 2009 roku państwo francuskie zainwestowało w Dailymotion poprzez strategiczny fundusz inwestycyjny należący w 51% do Caisse des dépôts, a w 49,95% bezpośrednio do państwa. 11 lutego 2010 roku właściciel serwisu zawarł umowę z wytwórnią muzyczną EMI na udostępniane na jego łamach teledysków artystów nagrywających w tej wytwórni. W dniu 25 stycznia 2011 francuska firma telekomunikacyjna Orange kupiła 49% udziałów w Dailymotion za 62 miliony euro. 10 stycznia 2013 Orange stał się wyłącznym właścicielem Dailymotion, wykupując pozostałe 51% za 61 mln euro. 20 marca 2013 Wall Street Journal poinformował, że Yahoo jest w trakcie rozmów z Orange dotyczących nabycia 75% udziałów Dailymotion. 1 maja 2013 rząd francuski interweniował w celu zapobieżenia tej transakcji, nie zgadzając się na sprzedaż pakietu kontrolnego akcji. Interwencja ta była przedmiotem kontrowersji. W grudniu 2013 roku Dailymotion ogłosił nabycie szwajcarskiego startupu Jilion, który zajmował się rozwojem konfigurowalnego i wieloplatformowego odtwarzacza wideo. W marcu 2015 roku Dailymotion zmienia wizerunek wizualny, tworząc nowe logo i wygląd strony. Pojawia się również wersja beta nowego odtwarzacza opartego na HTML5. W czerwcu 2015 roku Vivendi zakupiło od Orange 80% udziałów w Dailymotion za 217 milionów euro. We wrześniu 2015 roku Vivendi nabyła dodatkowe 10% akcji.

## Widownia
W grudniu 2010 roku serwis był 32. najpopularniejszą witryną na świecie i odnotował 93 miliony odwiedzin unikalnych użytkowników. W październiku 2012 roku Dailymotion odnotował 110 milionów odwiedzin unikalnych użytkowników miesięcznie na całym świecie, w tym 10,2 mln z urządzeń mobilnych we Francji. Platforma wideo osiągnęła 39,2% swojej publiczności w Europie, 26,9% w Azji i 16,4% w Ameryce Północnej

## Technologia wideo
Dailymotion na początku udostępniał filmy w formacie VP6 w rozdzielczości 320×240, z audio w formacie MP3 96kbit/s w stereo. Do odtwarzania filmów wymagana była zainstalowana wtyczka Adobe Flash Player. W 2007 roku dodano rozdzielczość High Quality (640 × 480). Od maja 2009 roku wykorzystywany jest format ogg video. Dodano również wsparcie dla multimedialnych funkcji HTML5, dzięki czemu wtyczka flash nie jest już wymagana.